# Relaciones Chile-Luxemburgo
Las relaciones Chile-Luxemburgo son las relaciones internacionales entre la República de Chile y el Gran Ducado de Luxemburgo. Ellas se enmarcan dentro de las relaciones entre Chile y la Unión Europea.

## Historia

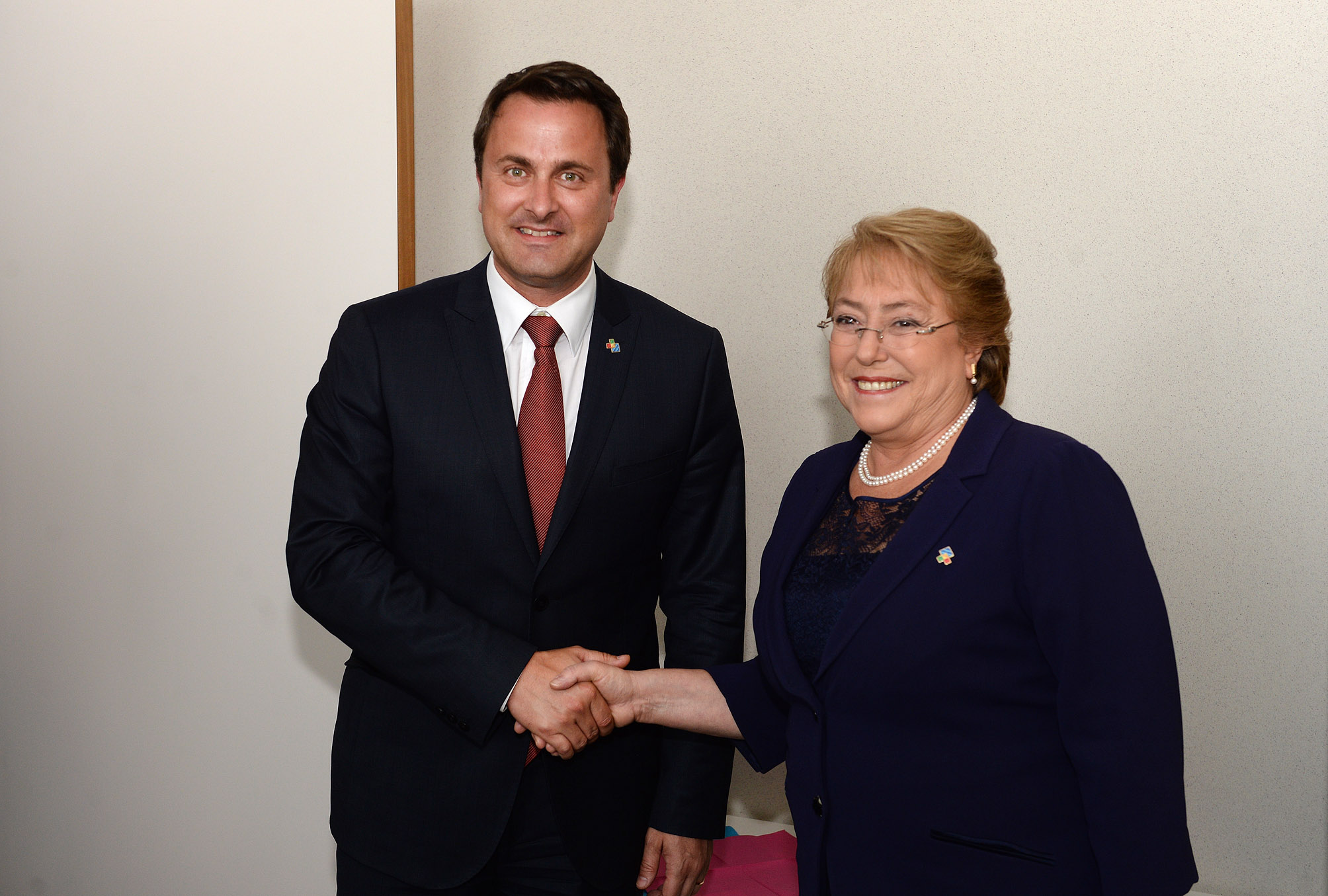
Encuentro bilateral entre el primer ministro de Luxemburgo Xavier Bettel y la Presidenta de Chile Michelle Bachelet en 2015.

En las décadas de 1930 y 1940, fueron suscritos diversos acuerdos en materia comercial con la Unión Económica Belgo-Luxemburguesa. El 15 de julio de 1992 se suscribió un acuerdo sobre promoción y protección de inversiones, celebrado entre la Unión Económica Belgo-Luxemburguesa y Chile, que entró en vigencia el 5 de agosto de 1999. Asimismo, en 1997 ambos países suscribieron un convenio en materia de seguridad social. En enero del 2011 las autoridades de Chile y Luxemburgo intercambiaron información respecto a las futuras negociaciones de un acuerdo para evitar la doble tributación.

### Visitas oficiales
En noviembre de 2007, los grandes duques de Luxemburgo María Teresa y Enrique, realizaron una visita de Estado a Chile, siendo recibidos por la presidenta Michelle Bachelet.
Posteriormente, el canciller luxemburgués Jean Asselborn realizó una visita a Chile el 24-25 de marzo de 2016, oportunidad en que se reunió con su símil, el canciller Heraldo Muñoz. En octubre del 2010, el ministro de Finanzas de Luxemburgo, Luc Frieden, visitó Santiago, oportunidad en que se reunión con el ministro de Hacienda Felipe Larraín. En marzo de 2023, el canciller Asselborn realizó una nueva visita a Chile, reuniéndose con su par chileno Alberto van Klaveren.

## Relaciones comerciales
En el ámbito económico-comercial, las relaciones entre ambos países se enmarcan en el acuerdo de asociación entre Chile y la Unión Europea, vigente desde 2003. 
En 2023, el intercambio comercial entre ambos países ascendió a los 17 millones de dólares estadounidenses, lo que supuso un crecimiento promedio anual de 4,4%. Los principales productos exportados por Chile fueron papeles y cartones, y selenio, mientras que aquellos exportados principalmente por Luxemburgo al país sudamericano fueron partes para hornos industriales y neumáticos.

## Misiones diplomáticas
- La embajada de Chile en Bélgica concurre con representación diplomática a Luxemburgo. Asimismo, Chile posee un consulado honorario en la Ciudad de Luxemburgo.[8]

- La embajada de los Países Bajos en Chile concurre con representación diplomática a Chile en materias políticas, mientras que para los asuntos consulares la representación luxemburguesa es efectuada a través del consulado general de Bélgica en Santiago.[9] Asimismo, Luxemburgo posee un consulado honorario en Santiago de Chile.[10]